# Пасека

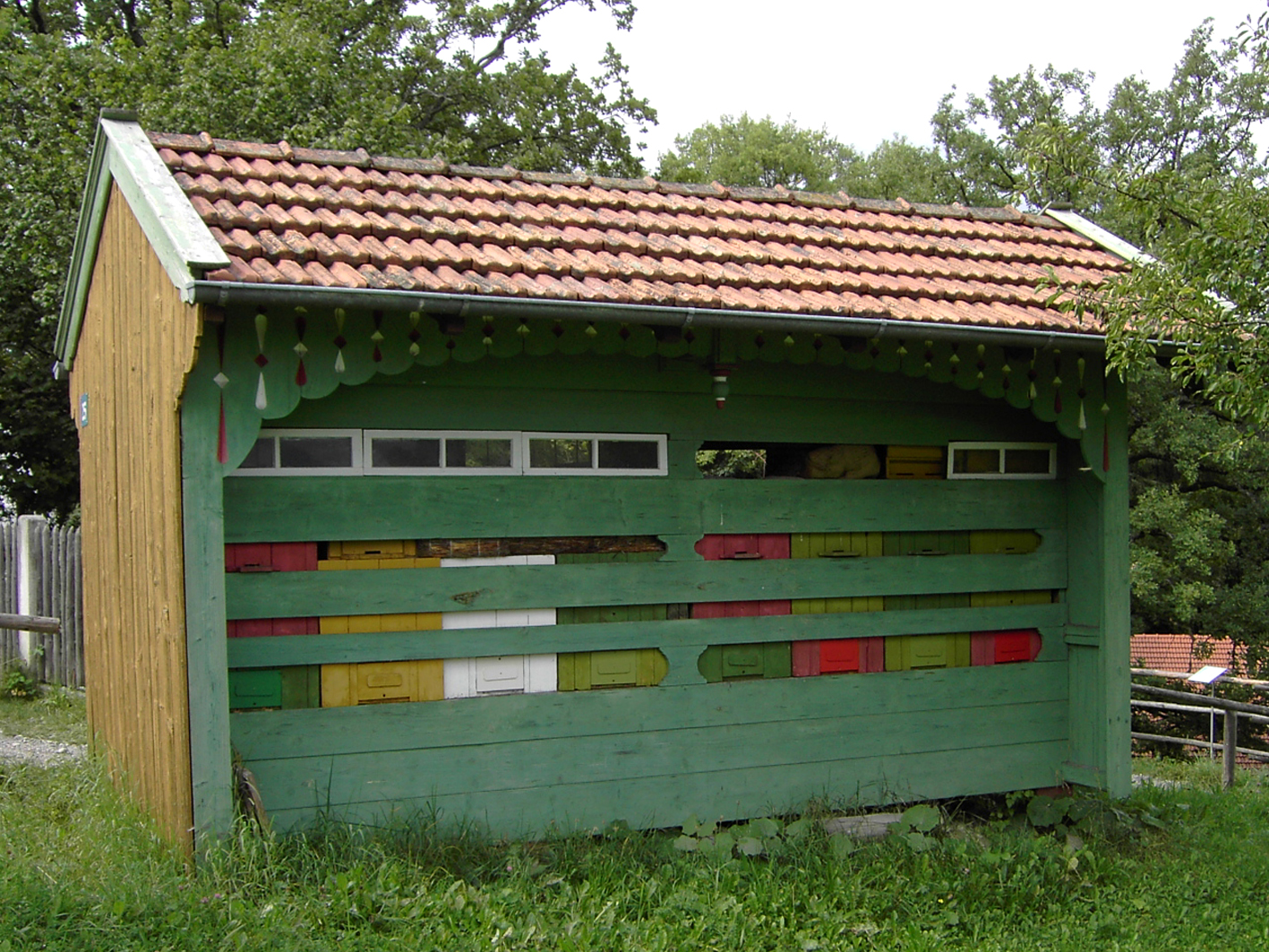
Стационарный пчелопавильон в Баварии

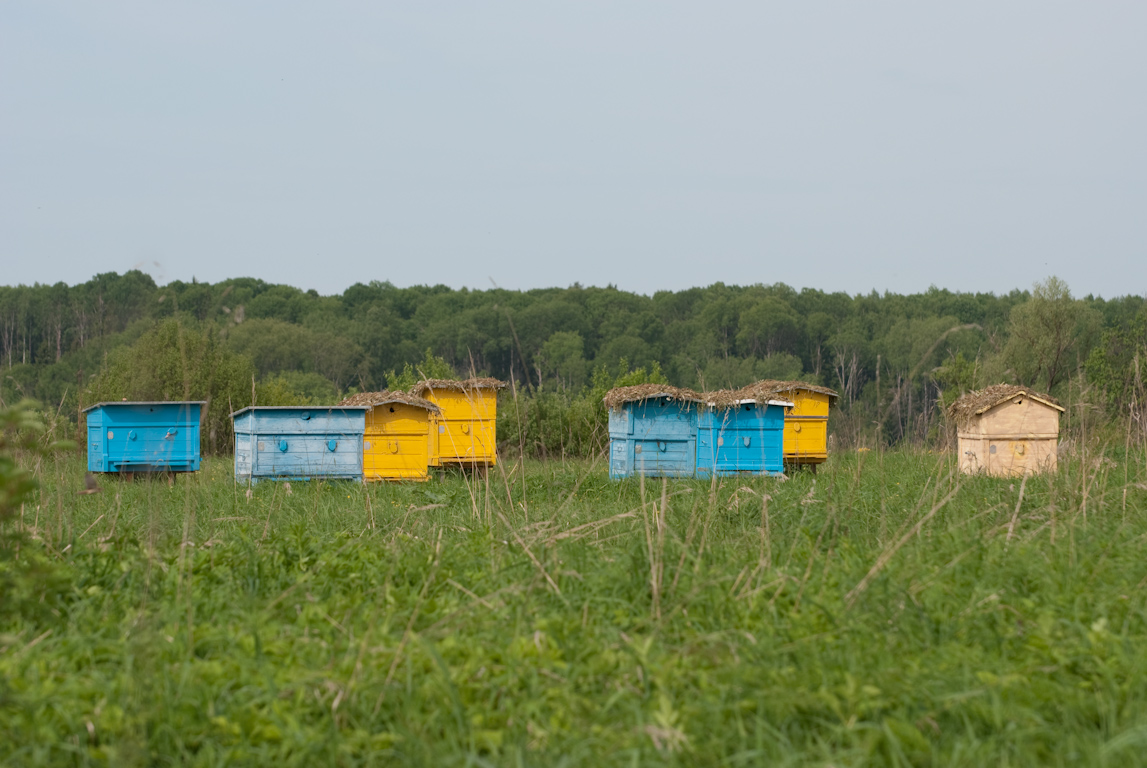
Ульи на пасеке

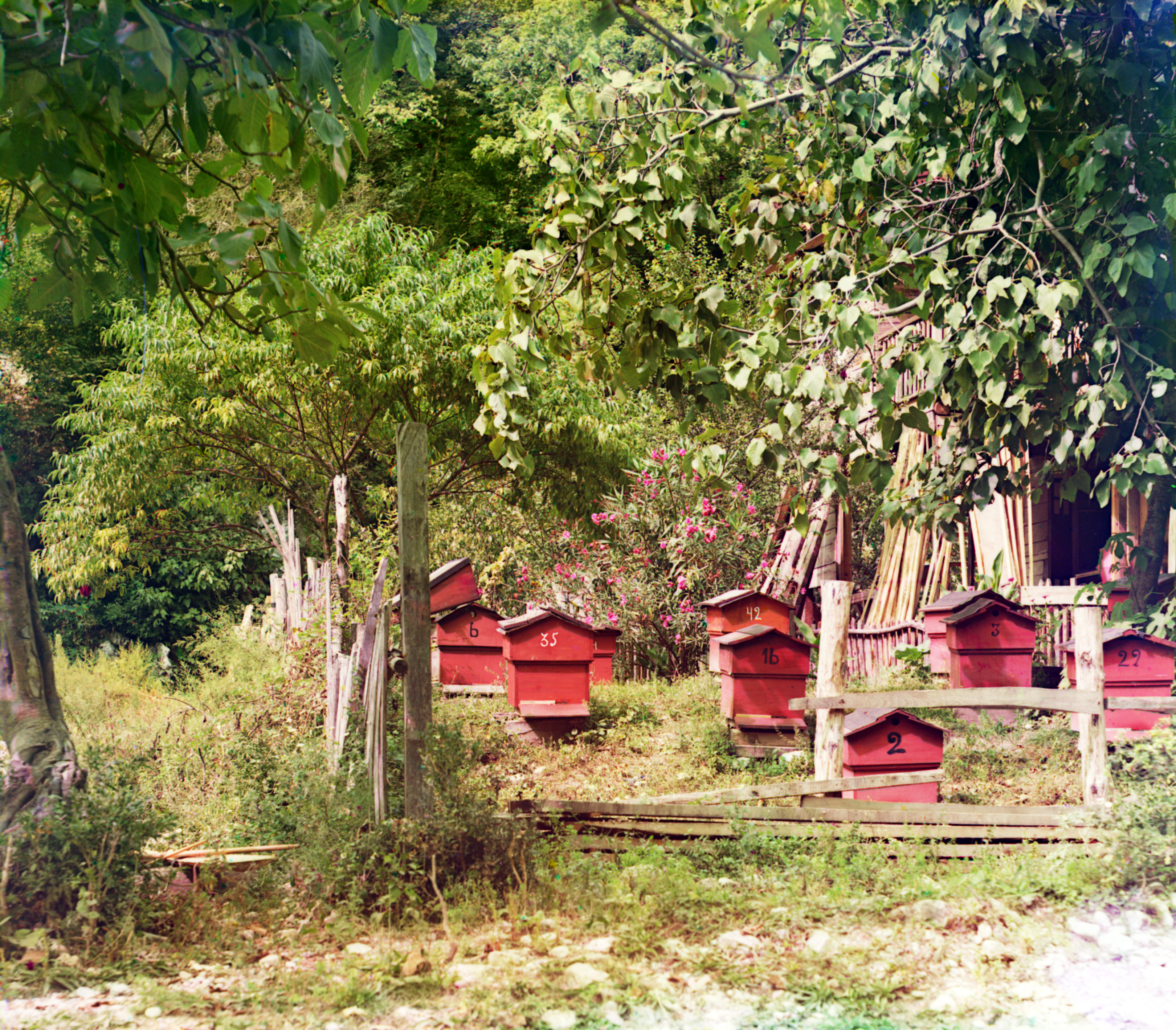
Крестьянская пасека близ Гагры (1909—1915). Фото С. М. Прокудина-Горского.

Па́сека — специально оборудованное место, где содержатся медоносные пчёлы. Пасеки бывают стационарными и кочевыми (при постоянных переездах с одного медоноса на другой).

## История
Добыча мёда и воска — древнейший человеческий промысел. Искусственные ульи фигурируют на изображениях Древнего Египта и других стран Древнего Востока начиная с 3-го тысячелетию до н. э. Древнейшая пасека, найденная на данный момент, состоит из глиняных ульев характерной для ближневосточных изображений цилиндрической формы, и датируется X—IX веками до н. э. (раскопки в Тель-Рхов (англ. Tel-Rehov), Израильское царство).

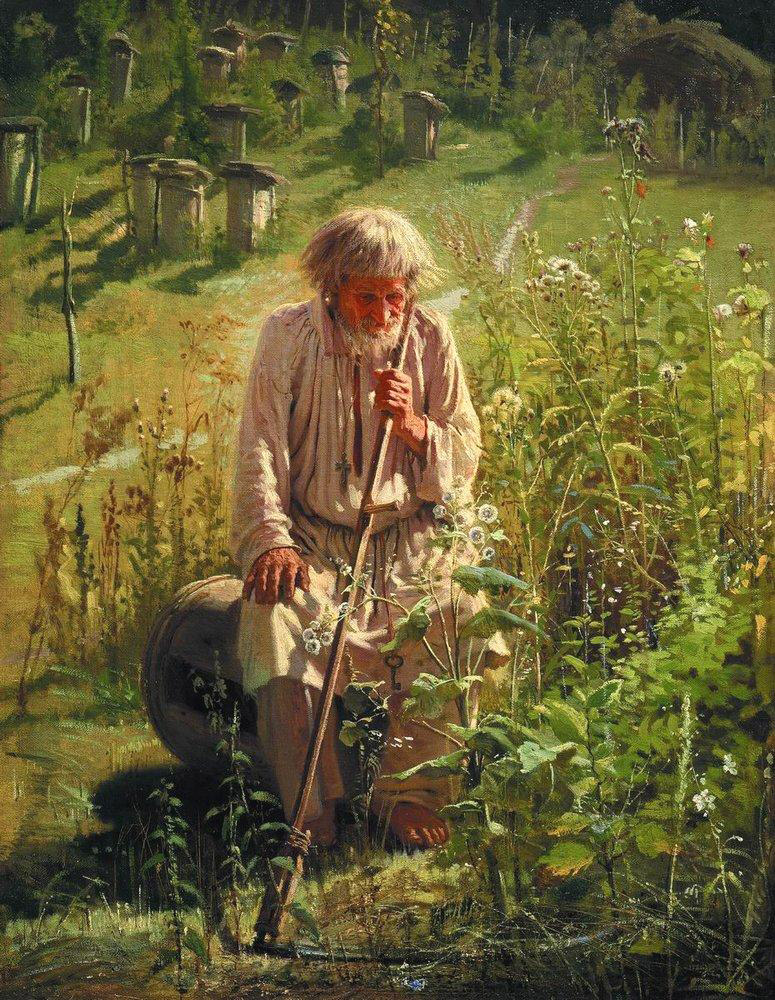
Пасечник. Картина работы И.Н.Крамского, 1872

В богатой лесами Руси добыча мёда первоначально осуществлялась бортниками (от слова «борть» — дупло дерева), добывавшими мёд диких пчёл из естественных или специально выдолбленных в деревьях дупел. С расширением лесных вырубок бортникам приходилось для спасения пчелиных семей вырезать куски деревьев вместе с дуплами и вешать дуплянки ближе к жилью либо в благоприятных для медосбора участках леса. Колода на пасеке, однако, ещё долго оставалась диким дуплом.
Первый рамочный улей был изобретён в 1814 году Петром Прокоповичем, уроженцем деревни Пальчики на Черниговщине. В 1851 году Лангстрот сконструировал улей, открывающийся сверху. Резко увеличив продуктивность пасек, улей повсеместно вытеснил дуплянки. Современные ульи имеют более десятка различных конструкций.

## Современная пасека

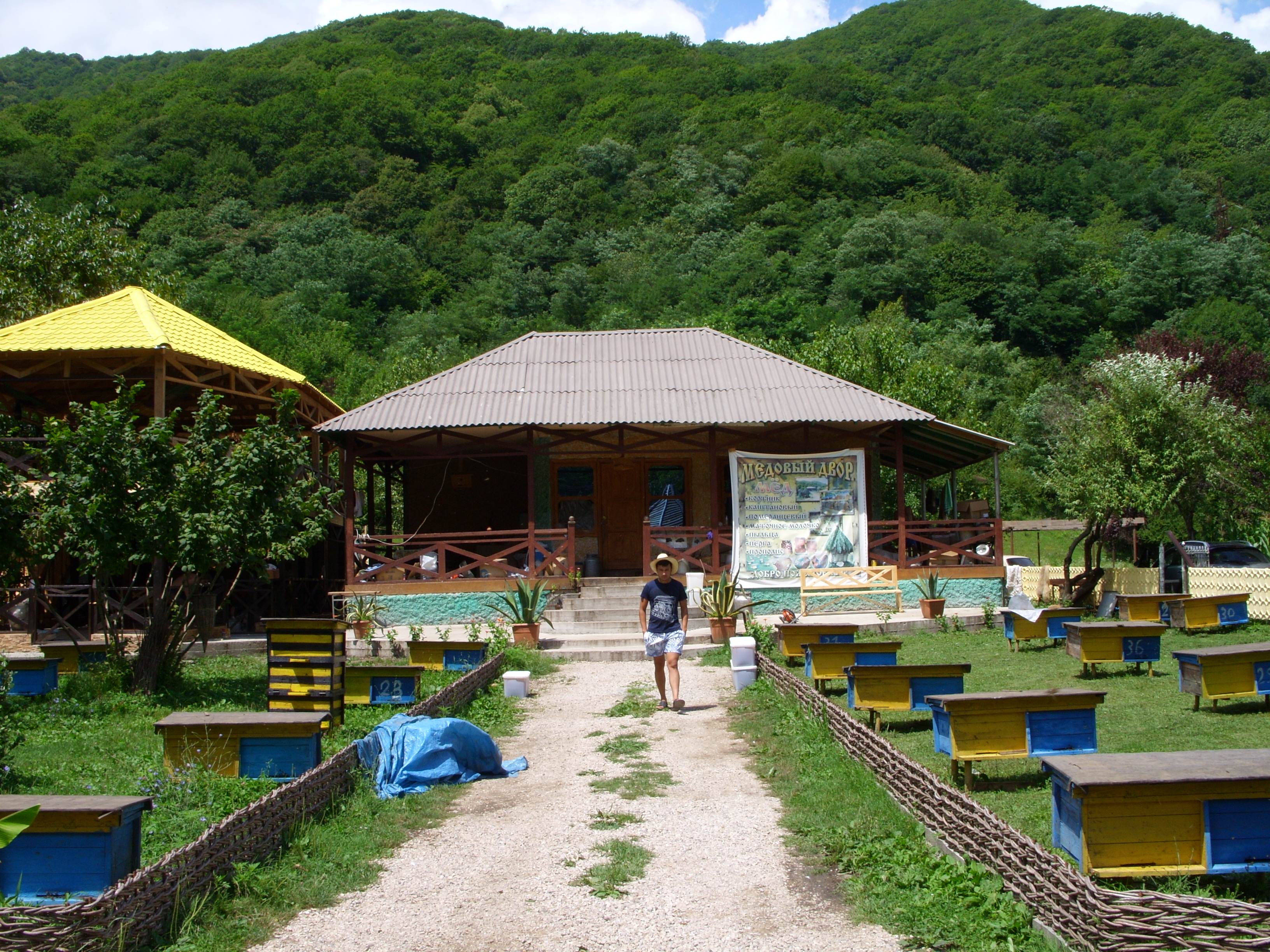
Пасека в Абхазии

Оборудование пасеки помимо собственно ульев с пчёлами включает в себя:
- поилку для пчёл,
- техническое помещение (для откачки мёда, хранения тары и т. п.),
- набор пчеловодных инструментов (дымари, роевни, пчеловодные ножи, воскотопка, медогонка и т. д.).

Некоторые пасеки включают в себя специальный парк малых ульев («малюток», нуклеусов) для выведения и оплодотворения маток. В условиях континентального климата с продолжительными холодными зимами на пасеке необходим омшаник (зимовник) — специальное помещение для зимовки пчёл.
Ульи на пасеке могут быть расположены как непосредственно на земле («россыпью»), так и в пчелопавильоне (стационарном или передвижном на базе грузового прицепа).
Кочевая пасека может выглядеть не только как передвижной пчелопавильон, но и как открытая платформа-прицеп или как обычная пасека «россыпью», ульи которой загружаются при переездах в кузов грузового автомобиля.